# Толбузино (Амурська область)
Толбузино (рос. Толбузино) — село у Магдагачинському районі Амурської області Російської Федерації. Розташоване на території українського історичного та етнічного краю Зелений Клин.
Входить до складу муніципального утворення Толбузинська сільрада. Населення становить 178 осіб (2018).

## Історія
З 20 жовтня 1932 року входить до складу новоутвореної Амурської області.
З 1 січня 2006 року органом місцевого самоврядкування є Толбузинська сільрада.

## Населення
| 2002 | 2010 | 2012 | 2013 | 2014 | 2015 | 2016 |
| ---- | ---- | ---- | ---- | ---- | ---- | ---- |
| 251  | ↘244 | ↘227 | ↘219 | ↘200 | ↘193 | ↘178 |
| 2017 | 2018 |      |      |      |      |      |
| ↗185 | ↘178 |      |      |      |      |      |

## Постаті
- Суботін Андрій Валерійович (? — 2022) — капітан Збройних сил України, учасник російсько-української війни. Герой України (2024, посмертно).